# Isabelle Patissier

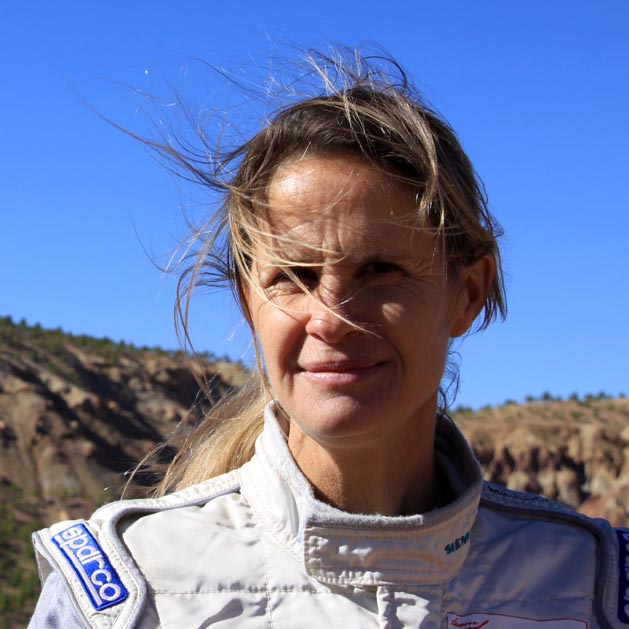
Patissier bei einer Rallye in Marokko, 2011

Isabelle Patissier (* 1. März 1967 in Sainte-Foy-lès-Lyon) ist eine französische Sportkletterin. Sie zählte zu den Weltbesten in der Disziplin Schwierigkeitsklettern und in jüngerer Zeit Rallye-Fahrerin.

## Leben
Patissier begann im Alter von 5 oder 6 Jahren mit ihren Eltern zu klettern. Mit 14 bestieg sie Berge in Chamonix, fuhr Slalom und Abfahrt-Skirennen. 1986, im Alter von 19, gewann sie den ersten offiziellen französischen Kletterwettkampf in Vaulx-en-Velin, wobei sie barfuß kletterte. Danach widmete sie sich ganz dem Klettern. 1988 gelang es ihr als erster Frau eine 8b-Route zu klettern (Sortilèges bei Cimaï) und wurde französische Meisterin. In der Folge gewann sie diesen Titel noch weitere drei Mal und siegte auch im  Gesamtweltcup.
Zwischen 1993 und 1996 war sie mit Nicolas Hulot, einem Fernseh-Moderator und Autor verheiratet. 1995 beendete sie ihre Kletter-Wettkampfkarriere.
2000 bestritt sie ihren ersten Motorsportwettkampf, die Rallye Aicha des Gazelles und 2002 nahm sie erstmals an der Rallye Rallye Dakar teil. Später heiratete sie ihren Copiloten und Mechaniker Thierry Delli-Zotti.

### Wettkämpfe

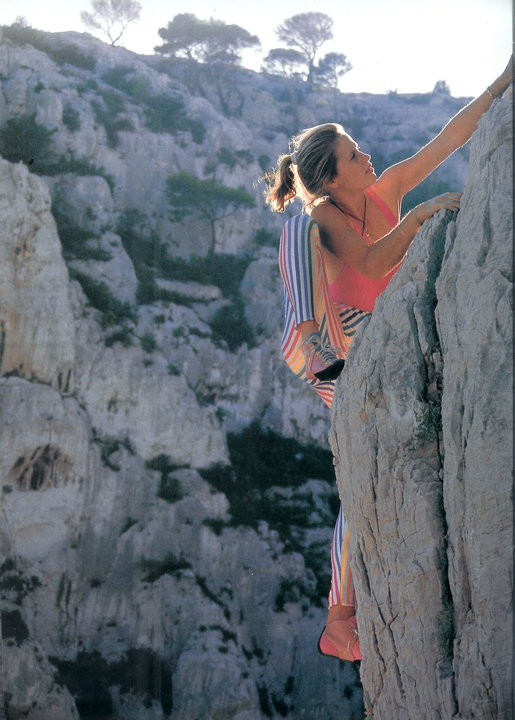

## Sportliche Erfolge

### Gesamtweltcup, Lead-Klettern
| 1989 | 1990 | 1991 | 1992 | 1993 | 1994 |
| ---- | ---- | ---- | ---- | ---- | ---- |
| ?    | 1    | 1    | 2    | 7    | 2    |

### Weltmeisterschaft, Lead-Klettern
| 1991 | 1993 |
| ---- | ---- |
| 2    | 3    |

### Europameisterschaft, Lead-Klettern
| 1992 |
| ---- |
| 2    |

### Rock Master
| 1987 | 1988 | 1989 | 1990 | 1991 | 1992 |
| ---- | ---- | ---- | ---- | ---- | ---- |
| 3    | 2    | 2    | 2    | 1    | 2    |

### Weltcup, Lead-Klettern, einzelne Erfolge
| Seasons | 1st | 2nd | 3rd | Total |
| ------- | --- | --- | --- | ----- |
| 1989    |     |     |     |       |
| 1990    | 2   | 2   | 1   | 5     |
| 1991    | 3   | 1   |     | 4     |
| 1992    | 1   | 3   | 2   | 6     |
| 1993    | 1   |     | 1   | 2     |
| 1994    |     | 2   | 1   | 3     |
| Total   | 7   | 8   | 5   | 20    |

### Fels

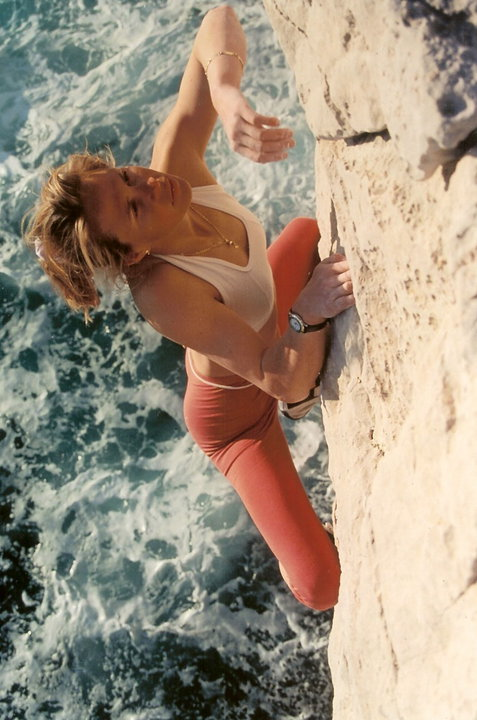
Patissier im Calanques Gebiet

- 8b/5.13d – Les sucettes à l'anis – Cimaï (FRA) – 1989
- 8b/5.13d – Sortilèges – Cimaï (FRA) – 1988 – First female ascent of an 8b climb
- 8a (ex 8b)3 – Échographie – Gorges du Verdon (FRA) – 1988
- 7c/5.12d – Katapult – Frankenjura (GER) – 1985

## Rallye Erfolge
- 2000 - 3Com Star Challenge – 2. Platz
- 2000 – Trophy des Gazelles – 3. Platz
- 2004 – erste Weltmeisterin (Production Kategorie), mit dem Team Nissan Dessoude
- 2004 – Oman Desert Express – Siegerin
- 2004 – Rally of Tunisia – 9. Platz
- 2006 – Rally of Tunisia – 7. Platz
- 2007 – Rally of Tunisia – 4. Platz
- Rallye Dakar – Teilnahme an 2002, 2003, 2004, 2006, 2007, 2009, 2010, 2011 (3. Platz in 2WD, 16. Platz in der Gesamtwertung) und 2012[2]